# 恋色円舞
『恋色円舞』（こいいろワルツ）は、au LISMO Channelで、2010年11月5日から11月26日放送されるケータイドラマ。LISMOドラマ第18弾。全4回で1話5分。情報料無料。最後まで放送が終了した後はPCでオンデマンド視聴可能（ただし、著作権保護技術(COPP) に対応している必要がある）。

## 概要
高校の演劇部4名が文化祭一番の催しとして演劇をすることになった。

## キャスト
- 志田未来
- 川口春奈
- 水沢奈子
- 荒井萌

## スタッフ
- 監督/脚本：佐藤信介
- 企画/制作プロダクション：ロボット
- 著作/制作：KDDI / ロボット

## 主題歌
- SPYAIR「Just Like This」